# 493
| 493                |
| ------------------ |
| Dødsfald - Fødsler |
|                    |

| Gregoriansk kalender | 493 CDXCIII             |
| Ab urbe condita      | 1246                    |
| Armensk kalender     | I/T                     |
| Kinesiske kalender   | 3189 – 3190 壬申 – 癸酉 |
| Etiopisk kalender    | 485 – 486               |
| Jødisk kalender      | 4253 – 4254             |
| Hindukalendere       |                         |
| - Vikram Samvat      | 548 – 549               |
| - Shaka Samvat       | 415 – 416               |
| - Kali Yuga          | 3594 – 3595             |
| Iransk kalender      | 129 BP – 128 BP         |
| Islamisk kalender    | 133 BH – 132 BH         |

## Dødsfald
- Odoacer, italiensk konge.